# PPPPPP
PPPPPP هي سلسلة مانغا يابانية من تأليف ورسم مابالو 3، تنشر في مجلة شونن جمب الأسبوعية من قبل شوئيشا منذ سبتمبر 2021 وتم جمعها في 3 تانكوبون وتم ترجمتها للغة الإنجليزية وصدرت في أمريكا الشمالية من قبل شركة فيز ميديا.